# Tania Pérez
Tania Pérez (3 de noviembre de 1991, Barcelona) es una exjugadora española de baloncesto profesional. Fue internacional en las categorías inferiores de España.

## Biografía
Tania Pérez nació el 3 de noviembre de 1991 en Santa Coloma de Gramanet, Barcelona. Anunció su retirada, con 29 años, por lesión crónica de sus rodillas.

## Clubes
- 2011/2017 Cadi La Seu (Lérida).

- 2014 (Verano) Berazategui (Argentina). Ganadoras liga regular, y finalistas de la Liga.
- 2017/2018 Sleza Wroclaw (Polonia). jugando en la EuroCup.[3]
- 2018/2019 Mann Filter (Zaragoza).
- 2019/2021 Araski AES (Vitoria)

## Palmarés
- Medalla de plata en el Campeonato de España Junior.[4]
- Oro Europeo U20 con la selección española en 2011 (Serbia).